# Йовичевич, Игор
И́гор Йови́чевич (хорв. Igor Jovićević; род. 30 ноября 1973, Загреб) — хорватский футболист, полузащитник и футбольный тренер.
Воспитанник загребского «Динамо». В 17 лет подписал контракт с «Реал Мадридом», однако выступал за вторую команду. Позже играл за «Загреб», японский «Иокогама Ф. Маринос», бразильский «Гуарани» и китайский «Шэньян Цзиньдэ». В 2003 году являлся игроком львовских «Карпат», после чего завершил карьеру в китайском клубе «Чжухай Зобон».
Выступал за юношескую и молодёжную сборную Хорватии. В составе молодёжной сборной Хорватии до 21 года провёл 8 матчей.
В 2010 году стал трансферным директором во львовских «Карпатах». Затем являлся тренером молодёжной и юношеской команды, а с 2014 года был исполняющим обязанности главного тренера.

## Биография
Родился 30 ноября 1973 года в Загребе. Его отец Чедомир Йовичевич (р. 1952) — футболист, он выступал за югославские клубы: цетинский «Ловчен» и загребское «Динамо». Кроме Игора родители воспитывали его брата.
Игор Йовичевич воспитанник загребского «Динамо», где был одним из самых перспективных игроков. Йовичевича называли вторым Звонимиром Бобаном. В 1990 году УЕФА назвал Йовичевича самым перспективным футболистом Европы.

### Клубная карьера
В 1991 году подписал контракт с основной командой загребского «Динамо». Летом 1991 года в 17 лет подписал пятилетний контракт с испанским «Реал Мадридом», по рекомендации Висенте Дель Боске, который отвечал тогда за дублирующий состав. Йовичевич заметили в игре за юношескую сборную Югославии. В основном составе «Реала» он не сыграл из-за пункта в контракте, по которому если Игор выйдет на поле, то ему должны были заплатить свыше 1 млн долларов премиальных. Руководство клуба не желало тратить деньги на дебют Йовичевича в футболке «Реала».
Также закрепиться в «Реале» ему помешали травмы, после того как он покинул расположение клуба, ему сделали четыре операции на крестообразных связках. По мнению Йовичевича, именно травмы помешали ему реализовать себя полностью на футбольном поле. В игре за молодёжную сборную Хорватии он получил травму, после которой не играл около полутора / двух с половиной лет. Йовичевич в основном выступал за резервный состав «Реала», где провёл 79 матчей и забил 15 голов во Второй лиге Испании. Также он сыграл в нескольких товарищеских матчах за основной состав «Реала».
С 1996 года по 1999 год находился в расположении клуба «Загреб». По воспоминаниям Йовичевича, он вместе с командой находился на сборах в Гваделупе. В сезоне 1998/99 провёл в чемпионате Хорватии 9 матчей. На одном из матчей против загребского «Динамо» на стадионе «Максимир» его заметили скауты японского клуба «Иокогама Ф. Маринос» и сразу после игры предложили Игору перейти в стан их команды. В 1999 году в чемпионате Японии провёл 1 матч, а всего в команде пробыл 7 месяцев.
Затем находился в составе бразильского «Гуарани» из города Кампинас. В составе клуба провёл 4 матча в Лиге Паулиста и 1 матч в Кубке Бразилии.
В 2001 году находился в расположении «Загреба». В июне 2001 провёл 2 игры в Кубке Интертото против македонской «Победы». «Загреб» по итогам двух матчей уступил со счётом 2:3.
В сентябре 2001 года подписал соглашение с французским «Мецом», некоторое время тренировался с командой, однако сделка сорвалась и он покинул расположение клуба. Позже подписал контракт с китайским клубом «Шэньян Цзиньдэ». В 2002 году вместе с командой был на сборах в Ялте. В чемпионате Китая провёл 24 игры и забил 2 мяча. После того как у него закончился контракт, Игор решил его не продлевать и покинул команду.
В 2003 году подписал контракт со львовскими «Карпатами» в 29 лет. В состав команды перешёл по совету Радомира Антича, который был знаком с главным тренером «Карпат» Иваном Голацом по игре в белградском «Партизане» и с Йовичевичем, так как ранее возглавлял «Реал Мадрид». После того как Голац узнал, что Йовичевич находится в статусе свободного агента, он пригласил Игора на просмотр. Вместе с командой побывал на сборах в Марбелье и Удине. Кроме Игора в команде играли и другие игроки из балканских стран: Сенад Тигань, Эдин Кунич, Йерко Микулич, Ивица Яничевич.
В чемпионате Украины дебютировал 9 марта 2003 года в домашнем матче против симферопольской «Таврии» (3:1), Йовичевич отыграл всю игру. 26 апреля 2003 забил свой первый гол за «Карпаты» в чемпионате в матче против днепропетровского «Днепра» (1:0), Игор забил единственный мяч в игре на 32 минуте в ворота Николая Медина и принёс победу команде. Второй гол за команду забил в матче против «Александрии» (3:2). Всего в сезоне 2002/03 провёл в чемпионате Украины 11 игр и забил 2 мяча, также получил 5 жёлтых карточек. «Карпаты» тогда заняли 7 место в первенстве, по мнению Йовичевич такой неудачный результат случился из-за того, что коллектив команды не был дружным.
В следующем сезоне 2003/04 провёл 15 матчей в Высшей лиге, в которых получил 4 жёлтых карточки. Также провёл 1 матч в Кубке Украины и 1 матч за «Карпаты-2» в Первой лиге Украины. Йовичевич покинул команду в середине сезона из-за травмы плеча и конфликта с руководством клуба.
После того как покинул «Карпаты», он около двух месяцев не играл в футбол. В итоге он подписал контракт с китайским клубом «Зухай», но там получил травму колена (разрыв крестообразной связки). Повреждение вывело его из игры на полгода, в связи с чем он завершил карьеру. В начале 2005 года играл за испанскую «Марбелью» в товарищеских играх.

### Карьера в сборной
Выступал за юношескую сборную Югославии до 19 лет и молодёжную сборную до 23 лет.
С 1994 года по 1995 год провёл 8 матчей в составе молодёжной сборной Хорватии до 21 года. 7 игр провёл в рамках квалификации на чемпионат Европы 1996. 11 июня 1995 года в выездном матче против Украины (1:1) Йовичевич получил травму, после чего его на 15 минуте заменили на Марио Токича. После полученной травмы он не играл около полутора / двух с половиной лет. Хорватия в отборочном турнире заняла 4 место, уступив Словении, Украине и Италии.

### Тренерская карьера
После завершения карьеры игрока Йовичевич занялся бизнесом, имея два развлекательных молодёжных центра в Марбелье и занимаясь строительством жилья в Черногории. Через некоторое время Игор решил вернуться в футбол, прошёл лицензирование и возглавил команду «Нуово Андалусия», которая была составлена из детей 1998 года рождения. Команда 12-летних футболистов выступала в региональном первенстве и была одним из аутсайдеров. Через год работы Йовичевич его подопечные стали чемпионами. Летом 2007 года Пётр Дыминский предложил Йовичевичу возглавить детско-юношескую футбольную академию. Игор участвовал в курсах на получение тренерской лицензии УЕФА «В».
12 октября 2010 года подписал пятилетний контракт с «Карпатами» на должность трансферного директора клуба. В сферу его обязанностей входили, в частности, процесс селекции, поиска и отбора игроков и тренеров, как для детских и юношеских команд клуба, так и для основного состава. Игор к тому же помогал трудоустраивать футболистов «Карпат», которые команде не подходят. Также Йовичевич занимался продвижением клуба и футболистов команды на Украине и Европе.
Позже вместе с генеральным директором «Карпат» Игорем Дедишиным он побывал в Германии, Нидерландах и Испании, где просматривал игроков для усиления состава. Зимой 2011 года Йовичевич привёл в команду иностранцев: Грегора Балажица, Борху Гомеса и Лукаса, летом того же года пришли Кристобаль Маркес, Херман Пачеко, Эрик Перейра и Мурило. Позже селекция «Карпат» оказалась неудачной, так как многие игроки не заиграли в команде и вскоре покинули расположение клуба.

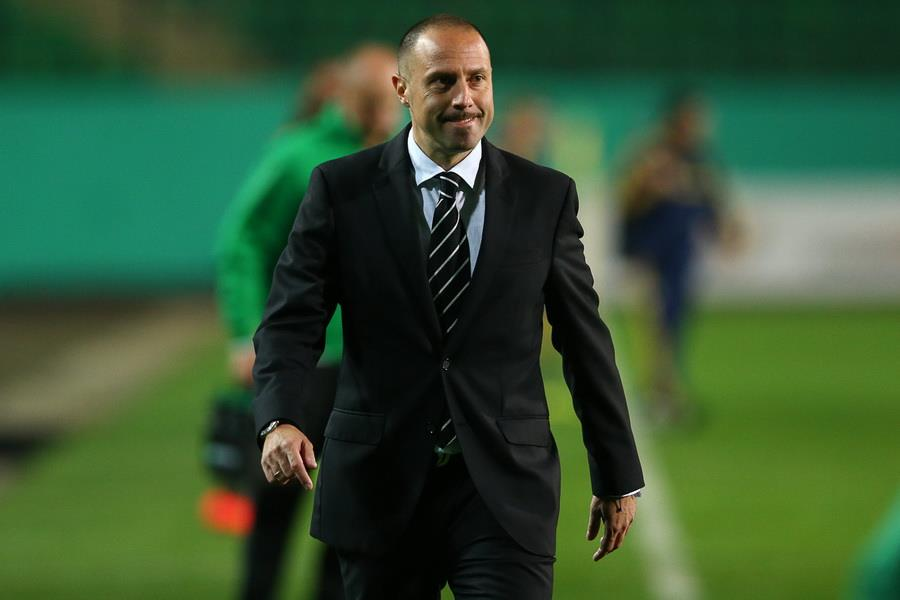
Йовичевич во время работы в львовских «Карпатах», 2014 год

В начале августа 2012 года возглавил молодёжную команду «Карпат», его помощником стал Роман Зуб. На тренерском мостике дебютировал 3 августа 2012 года в игре молодёжного чемпионата Украины против симферопольской «Таврии». 20 декабря 2012 года контрольно-дисциплинарный комитет Федерации футбола Украины отстранил Игора Йовичевича на один матч, так как 24 ноября 2012 года в игре против дубля «Ильичёвца» он допустил нецензурные высказывания в адрес бригады арбитров.
19 сентября 2013 года стал старшим тренером юношеского состава «Карпат» до 19 лет, также в его подчинении были команды до 16 и до 17 лет. По итогам сентября 2013 года Йовичевич был признан лучшим тренером чемпионата Украины среди юношеских команд сайтом Football.ua за победы над командами «Шахтёра» и «Динамо». Вместе с командой до 19 лет завоевал бронзовые медали юношеского чемпионата Украины 2013/14.
В июне 2014 года прошёл первую сессию обучения на получение тренерского диплома PRO. 18 июня 2014 года назначен исполняющим обязанности главного тренера «Карпат», на этой должности он заменил Александра Севидова. Помощником Игора стал Оскар Гарро Пиньеро, ответственным за функциональную подготовку был назначен Виталий Штанюк, а тренером вратарей — Вадим Деонас. Йовичевич заявил, что команда будет комплектоваться в основном из воспитанников клубной системы «Карпат». Одной из основных проблем в команде Йовичевич называет отсутствие квалифицированного центрального нападающего.
Первая игра в Премьер-лиге Украины для команды Йовичевича против ужгородской «Говерлы» закончилась ничьей со счётом 2:2.
1 сентября 2015 года был назначен главным тренером «Карпат», пробыв до этого более года исполняющим обязанности. По завершении контракта 31 декабря того же года, не сумев в итоге договориться о сроке нового соглашения, покинул клуб.
После этого Йовичевич менее года занимал аналогичную должность в «Челье». В период с 2017 по 2020 год Игор возглавлял «Динамо II» (Загреб).
В 2020 году возглавил первую команду загребского «Динамо».
14 июля 2022 года назначен на пост главного тренера украинского клуба «Шахтёр» (Донецк)
8 июня 2023 года был уволен с поста главного тренера украинского клуба «Шахтёр» (Донецк) решением президента клуба.

## Достижения

### В качестве тренера
«Карпаты» (Львов)
- Бронзовый призёр чемпионата Украины среди юношеских команд: 2013/14

«Динамо» (Загреб)
- Обладатель Молодёжного кубка ФИФА: 2018

«Шахтёр» (Донецк)
- Чемпион Украины: 2022/23

 «Лудогорец»
- Чемпион Болгарии: 2024/25
- Обладатель Кубка Болгарии: 2024/25
- Обладатель Суперкубка Болгарии: 2024

## Личная жизнь
В 1996 году женился на Снежане, которая родом из черногорского города Цетине. На их свадьбе присутствовал одноклубник Игора по «Реалу» Фернандо Йерро. Вместе с супругой воспитывают двоих сыновей: Филиппа и Маркоса. Оба его сына занимаются футболом в клубной системе «Карпат». Живя во Львове, выучил украинский язык.
Игор поддерживает дружеские отношения с Эмилио Бутрагеньо и Гути.
В августе 2014 года принял участие во флешмобе Ice Bucket Challenge.

## Статистика
| Сезон                           | Команда                         | Чемпионат                       | Чемпионат | Чемпионат | Кубок                            | Кубок | Кубок | Международные турниры | Международные турниры | Международные турниры | Всего | Всего |
| Сезон                           | Команда                         | Турнир                          | Матчи     | Голы      | Турнир                           | Матчи | Голы  | Турнир                | Матчи                 | Голы                  | Матчи | Голы  |
| ------------------------------- | ------------------------------- | ------------------------------- | --------- | --------- | -------------------------------- | ----- | ----- | --------------------- | --------------------- | --------------------- | ----- | ----- |
| 1991/92                         | Реал Мадрид Кастилья            | Вторая лига Испании             | 9         | 1         | —                                | —     | —     | —                     | —                     | —                     | 9     | 1     |
| 1992/93                         | Реал Мадрид Кастилья            | Вторая лига Испании             | 19        | 3         | —                                | —     | —     | —                     | —                     | —                     | 19    | 3     |
| 1993/94                         | Реал Мадрид Кастилья            | Вторая лига Испании             | 31        | 6         | —                                | —     | —     | —                     | —                     | —                     | 31    | 6     |
| 1994/95                         | Реал Мадрид Кастилья            | Вторая лига Испании             | 20        | 5         | —                                | —     | —     | —                     | —                     | —                     | 20    | 5     |
| 1995/96                         | Реал Мадрид Кастилья            | Вторая лига Испании             | 0         | 0         | —                                | —     | —     | —                     | —                     | —                     | 0     | 0     |
| Всего за «Реал Мадрид Кастилья» | Всего за «Реал Мадрид Кастилья» | Всего за «Реал Мадрид Кастилья» | 79        | 15        | —                                | —     | —     | —                     | —                     | —                     | 79    | 15    |
| 1996/97                         | Загреб                          | Чемпионат Хорватии              | 0         | 0         | Кубок Хорватии                   | ?     | ?     | —                     | —                     | —                     | 0     | 0     |
| 1997/98                         | Загреб                          | Чемпионат Хорватии              | 0         | 0         | Кубок Хорватии                   | ?     | ?     | КОК                   | 0                     | 0                     | 0     | 0     |
| 1998/99                         | Загреб                          | Чемпионат Хорватии              | 9         | 0         | Кубок Хорватии                   | ?     | ?     | —                     | —                     | —                     | 9     | 0     |
| 1999                            | Иокогама Ф. Маринос             | Чемпионат Японии                | 1         | 0         | Кубок Императора Кубок Джей-лиги | 0 0   | 0 0   | —                     | —                     | —                     | 1     | 0     |
| Всего за «Иокогама Ф. Маринос»  | Всего за «Иокогама Ф. Маринос»  | Всего за «Иокогама Ф. Маринос»  | 1         | 0         | —                                | 0     | 0     | —                     | —                     | —                     | 1     | 0     |
| 2000                            | Гуарани (Кампинас)              | Лига Паулиста                   | 4         | 0         | Кубок Бразилии                   | 1     | 0     | —                     | —                     | —                     | 5     | 0     |
| Всего за «Гуарани» (Кампинас)   | Всего за «Гуарани» (Кампинас)   | Всего за «Гуарани» (Кампинас)   | 4         | 0         | —                                | 1     | 0     | —                     | —                     | —                     | 5     | 0     |
| 2001/02                         | Загреб                          | Чемпионат Хорватии              | 0         | 0         | Кубок Хорватии                   | ?     | ?     | Кубок Интертото       | 2                     | 0                     | 2     | 0     |
| Всего за «Загреб»               | Всего за «Загреб»               | Всего за «Загреб»               | 9         | 0         | —                                | ?     | ?     | —                     | 2                     | 0                     | 11    | 0     |
| 2002                            | Шэньян Цзиньдэ                  | Цзя А                           | 24        | 2         | —                                | ?     | ?     | —                     | —                     | —                     | 24    | 2     |
| Всего за «Шэньян Цзиньдэ»       | Всего за «Шэньян Цзиньдэ»       | Всего за «Шэньян Цзиньдэ»       | 24        | 2         | —                                | —     | —     | —                     | —                     | —                     | 24    | 2     |
| 2002/03                         | Карпаты (Львов)                 | Чемпионат Украины               | 11        | 3         | —                                | —     | —     | —                     | —                     | —                     | 11    | 3     |
| 2003/04                         | Карпаты (Львов)                 | Чемпионат Украины               | 15        | 0         | Кубок Украины                    | 1     | 0     | —                     | —                     | —                     | 16    | 0     |
| Всего за «Карпаты» (Львов)      | Всего за «Карпаты» (Львов)      | Всего за «Карпаты» (Львов)      | 26        | 2         | —                                | 1     | 0     | —                     | —                     | —                     | 27    | 2     |
| 2003/04                         | Карпаты-2                       | Первая лига Украины             | 1         | 0         | —                                | —     | —     | —                     | —                     | —                     | 1     | 0     |
| Всего за «Карпаты-2»            | Всего за «Карпаты-2»            | Всего за «Карпаты-2»            | 1         | 0         | —                                | —     | —     | —                     | —                     | —                     | 1     | 0     |
| Всего за карьеру                | Всего за карьеру                | Всего за карьеру                | 144       | 19        | —                                | 2     | 0     | —                     | 2                     | 0                     | 148   | 19    |